# Agnes Andersen
Agnes Andersen var en dansk skuespillerinde.
I årene 1912-1918 var hun fast tilknyttet Nordisk Film og var her en meget produktiv skuespillerinde der medvirkede i omkring 100 stumfilm. I starten hovedsagelige statist- og mindre biroller men senere fra 1915 i større roller, mest i Lau Lauritzens mange farcer.

## Filmografi
| - En uheldig Debut (instruktør Lau Lauritzen Sr.) - Bytte Roller (instruktør August Blom) - Dødsangstens Maskespil (som Passager på "Adelaide"; instruktør Eduard Schnedler-Sørensen, 1912) - Bagtalelsens Gift (instruktør Valdemar Hansen, 1912) - Naar Kærligheden dør (ukendt instruktør, 1912) - Et Hjerte af Guld (instruktør August Blom, 1912) - Et moderne Ægteskab (instruktør Leo Tscherning, 1912) - Den kvindelige Spion fra Balkan (som Marga; ukendt instruktør, 1912) - Paa Frierfødder (ukendt instruktør, 1912) - Den kære Afdøde (instruktør Eduard Schnedler-Sørensen, 1912) - Bristet Lykke (instruktør August Blom, 1913) - Den gamle Majors Ungdomskærlighed (instruktør Axel Breidahl, 1913) - Hustruens Ret (instruktør Leo Tscherning, 1913) - Giftslangen (instruktør Hjalmar Davidsen, 1913) - Elskovs Gækkeri (instruktør Sofus Wolder, 1913) - Ægteskabets tornefulde Vej (instruktør Sofus Wolder, 1913) - Nellys Forlovelse (instruktør Eduard Schnedler-Sørensen, 1913) - Kongens Foged (instruktør Sofus Wolder, 1913) - Styrmandens sidste Fart (instruktør Eduard Schnedler-Sørensen, 1913) - En farlig Forbryder (instruktør August Blom, 1913) - Broder mod Broder (instruktør Robert Dinesen, 1913) - Staalkongens Villie (instruktør Holger-Madsen, 1913) - Naar Løvet falder (ukendt instruktør, 1913) - Frøken Anna og Anna Enepige (som Anna Nielsen, tjenestepige; instruktør Sofus Wolder, 1913) - Troskabsvædsken (instruktør Sofus Wolder, 1913) - Privatdetektivens Offer (instruktør Sofus Wolder, 1913) - En farlig Forbryderske (instruktør Eduard Schnedler-Sørensen, 1913) - Fra Fyrste til Knejpevært (instruktør Holger-Madsen, 1913) - Prins for en Dag (instruktør Eduard Schnedler-Sørensen, 1913) - Mens Pesten raser (instruktør Holger-Madsen, 1913) - Naar Fruen gaar paa Eventyr (instruktør August Blom, 1913) - Den tapre Jacob (instruktør Sofus Wolder, 1913) - Den troløse Hustru (instruktør Sofus Wolder, 1913) - Den nye Huslærer (instruktør Lau Lauritzen Sr., 1914) - Under Skæbnens Hjul (instruktør Holger-Madsen, 1914) - Et Kærlighedsoffer (instruktør Robert Dinesen, 1914) - Tugthusfange No. 97 (instruktør August Blom, 1914) - Den skønne Ubekendte (instruktør Robert Dinesen, 1914) | - Min Ven Levy (instruktør Holger-Madsen, 1914) - Eventyrersken (instruktør August Blom, 1914) - Ægteskab og Pigesjov (instruktør August Blom, 1914) - Stop Tyven (instruktør Sofus Wolder, 1914) - Hægt mig i Ryggen (instruktør Sofus Wolder, 1914) - Søvngængersken (instruktør Holger-Madsen, 1914) - Inderpigen (instruktør Robert Dinesen, 1914) - Grev Zarkas Bande (instruktør Eduard Schnedler-Sørensen, 1914) - Millionærdrengen (instruktør Holger-Madsen, 1914) - Hammerslaget (instruktør Robert Dinesen, 1914) - En nydelig Ægtemand (som Lulu, en pige med let moral; instruktør Eduard Schnedler-Sørensen, 1914) - Moderen (instruktør Robert Dinesen, 1914) - Skyldig? - ikke skyldig? (instruktør Karl Ludwig Schröder, 1914) - Morderen (instruktør Sofus Wolder, 1915) - Trold kan tæmmes (instruktør Holger-Madsen, 1915) - En Opstandelse (instruktør Holger-Madsen, 1915) - Held i Uheld (som Agathe, en letsindig dame; instruktør Lau Lauritzen Sr., 1915) - Susanne paa Eventyr (som Tønnes model; instruktør Lau Lauritzen Sr., 1915) - Ungkarl og Ægtemand (instruktør A.W. Sandberg, 1915) - Tre om Een (som Mademoiselle Adelaide, sangerinde; instruktør Lau Lauritzen Sr., 1915) - Spøgelsestyven (som Bella, Ellas veninde; instruktør Lau Lauritzen Sr., 1915) - Kong Bukseløs (som Bella, en livlig pige; instruktør Lau Lauritzen Sr., 1915) - De Nygifte (som Sigrid Schultz; instruktør Lau Lauritzen Sr., 1915) - Kærlighedens Firkløver (instruktør Alfred Cohn, 1915) - Paa de vilde Vover (instruktør A.W. Sandberg, 1915) - En moderne Don Juan (som Jane, Margretes kammerpige; instruktør Lau Lauritzen Sr., 1915) - Et Haremsæventyr (instruktør Holger-Madsen, 1915) - I Stjernerne staar det skrevet (instruktør Hjalmar Davidsen, 1915) - En skindød Ægtemand (instruktør Lau Lauritzen Sr., 1916) - Gullasch Grossererens Vogter (instruktør Lau Lauritzen Sr., 1916) - Skinsyge-Digteren (instruktør Lau Lauritzen Sr., 1916) - Stakkels Meta (som Ira, grevens datter; instruktør Martinius Nielsen, 1916) - En sød Logerende (instruktør Lau Lauritzen Sr., 1916) - Min Svigerinde fra Amerika (instruktør Lau Lauritzen Sr., 1917) | - Ung og forelsket (som Fru Fiffi, Humles gemalinde; instruktør Lau Lauritzen Sr., 1917) - De forheksede Støvler (som Frøken Esmaralda; instruktør Lau Lauritzen Sr., 1917) - Midnatssjælen (instruktør Martinius Nielsen, 1917) - Gentleman for en Time (instruktør Lau Lauritzen Sr., 1917) - En hyggelig Morgenudflugt (instruktør Lau Lauritzen Sr., 1917) - Askepot (instruktør Lau Lauritzen Sr., 1917) - Forbryderkongens Datter (som Michella; instruktør Robert Schyberg, 1917) - De tossede Kvindfolk (instruktør Lau Lauritzen Sr., 1917) - Pigespejderen (instruktør Lau Lauritzen Sr., 1918) - Gar el Hama V (instruktør Robert Dinesen, 1918) - De skraa Brædder (som Lily Werner, skuespillerinde; instruktør Robert Dinesen, 1918) - Kærlighedsspekulanten (som Thilde, grosserens datter; instruktør Lau Lauritzen Sr., 1918) - Ned med Kærligheden (som Lily Martell, Jakobs elskede; instruktør Lau Lauritzen Sr., 1918) - Den firbenede Barnepige (instruktør Lau Lauritzen Sr., 1918) - Naar Ungdommen raser (som "Damen med Masken"; instruktør Lau Lauritzen Sr., 1918) - Damernes Ridder (som Fru Fjong; instruktør Lau Lauritzen Sr., 1918) - Han er løbet med min Kone (instruktør Lau Lauritzen Sr., 1918) - Naar man er ung og forelsket (som Inger Ravn, Kruses kæreste; instruktør Lau Lauritzen Sr., 1918) - En uheldig Tyveknægt (instruktør Lau Lauritzen Sr., 1918) - Hendes Hjertes Ridder (som Wanda Arragon, danserinde; instruktør Robert Dinesen, 1918) - Hvorledes jeg kom til Filmen (instruktør Robert Dinesen, 1919) - Det lille Pus (instruktør Lau Lauritzen Sr., 1919) - En forfløjen Ægtemand (som Frøken Musse; instruktør Lau Lauritzen Sr., 1919) - De er splittergale (instruktør Lau Lauritzen Sr., 1919) - Den skønne Ubekendte (instruktør Lau Lauritzen Sr., 1919) - Har De ikke set Cecilie? (som Frøken Molly; instruktør Lau Lauritzen Sr., 1919) - Mandens Overmand (instruktør Lau Lauritzen Sr., 1919) - Fattigdrengen (som sygeplejerske; Alexander Christian, 1919) - Kærlighed og Kontanter (instruktør Lau Lauritzen Sr., 1919) - En Fiasko (som velhavende ung dame; instruktør Lau Lauritzen Sr., 1920) - Den standhaftige Spillemand (instruktør Lau Lauritzen Sr., 1920) |